# The Clairvoyant
〈The Clairvoyant〉는 영국의 헤비 메탈 밴드 아이언 메이든의 노래이다. 이 음반은 이 밴드의 19번째 싱글이자 그들의 일곱 번째 스튜디오 음반인 《Seventh Son of a Seventh Son》(1988년)의 세 번째 음반이다. 선명한 바이닐로도 발매된 이 싱글은 영국 싱글 차트 6위에 정점을 찍었다. 1988년 도닝턴 파크에서 열린 몬스터즈 오브 락 페스티벌에서 메이든의 헤드라이닝 공연 중 세 번의 라이브 공연이 포함되어 있다.
이 곡의 홍보 비디오는 스튜디오 버전으로 설정되어 있지만, 도닝턴 공연의 라이브 클립이 포함되어 있다.

## 노래 정보
이 노래는 주인공의 관점에서 첫 번째 사람부터 시작된다. 나중에, 그가 죽었을 때, 그것은 세 번째 사람에게 있다. 스티브 해리스에 따르면, 이 노래는 심령술사 도리스 스토크스의 죽음에서 영감을 받았고, 그가 만약 그녀가 진정으로 미래를 볼 수 있었다면, 그녀 자신의 죽음을 예견하지 않았을까 궁금해 했다고 한다.
이 노래의 기타 솔로는 데이브 머레이가 연주한다.

## 곡 목록
7인치 싱글
| #  | 제목                | 작사·작곡     | 재생 시간 |
| -- | ------------------- | ------------- | --------- |
| 1. | 〈The Clairvoyant〉 | 스티브 해리스 | 4:24      |

| #  | 제목                    | 작사·작곡               | 재생 시간 |
| -- | ----------------------- | ----------------------- | --------- |
| 2. | 〈The Prisoner (Live)〉 | 아드리안 스미스, 해리스 | 6:07      |

## 참여 인원
아이언 메이든
- 브루스 디킨슨 - 리드 보컬
- 데이브 머레이 - 기타
- 아드리안 스미스 - 기타, 백 보컬
- 스티브 해리스 - 베이스 기타, 백 보컬
- 니코 맥브레인 - 드럼